# Lubango
Lubango er en by i den sydvestlige del af Angola med et indbyggertal på cirka 903.564 (2019) indbyggere. Byen er hovedstad i provinsen Huila.